# Введенская церковь (Орёл)
Введенская церковь — уничтоженный православный храм города Орла, существовавшый на центральной Болховской (с 1919 Ленина) улице.

## История
Введенский храм был построен в 1703—1708 годах рядом с будущей Болховской улицей, как главный храм Введенского девичьего монастыря, основанного в 1685 году. Храм построен и освящён во имя Введения во храм Пресвятой Богородицы. По наименованию главного храма монастырь получил название Введенский. В середине XVIII столетия это был каменный двухпрестольный храм, покрытый тёсом. Рядом с храмом находилась колокольня с часами. В первой трети XIX века Введенский монастырь приобрёл благоустроенный вид и был обнесён каменными стенами с четырьмя угловыми башнями. В центре стоял уже двухэтажный Введенский храм с колокольней, над святыми вратами возвышался Тихвинский храм. В 1829—1833 годах первый этаж Введенской церкви был сделан тёплым, весь храм был покрыт железом, были сделаны новые полы и потолки. С 1793 по 1843 год в храме служил известный орловский правдолюбец и ревнитель веры, духовник монастыря протоиерей Лука Маликов.

## Пожар в монастыре
В 1843 году в Орле случился грандиозный пожар и девичий монастырь на Болховской улице сгорел. Было решено, что монастырю не место в центре города и он был перенесён на окраину, нынешний железнодорожный район. Уцелевшая Введенская церковь после ремонта и реконструкции была преобразована в приходскую домовую церковь епархиального женского училища.

## Закрытие и гибель храма
После революции в 1921—1923 годах здание храма было национализировано и передано под клуб «Кожтреста». Храм сгорел перед оккупацией города немецко-фашистскими войсками в ночь на 3 октября 1941 года. После войны на месте храма построена типография «Труд».